# Hanns von Zobeltitz
Hanns Caspar von Zobeltitz, född den 9 september 1853 på slottet Spiegelberg vid Sternberg, död den 4 april 1918 i Bad Oeynhausen, var en tysk författare, bror till Fedor von Zobeltitz. 
von Zobeltitz  deltog som frivillig i fransk-tyska kriget 1870-1871, var sedan officer till 1891, då han blev redaktör av Daheim och Velhagens und Klasings Monatshefte. von Zobeltitz författade ett stort antal populära romaner (Die Generalsgöhre, 1897, Talmi, 1898, Lichterfelderstrasse 1a, 1899, Arbeit, 1904, Auf märkischer Erde, 1910, Sieg, 1912 med flera), livfulla och välskrivna, ibland mer än förströelseläsning. 1901 publicerade han en rikt illustrerad bok om vin, Der Wein.

## Böcker på svenska
- Det sjunkna guldskeppet (fri öfversättning af I. C., Askerberg, 1899) (Das versunkene Goldschiff, 1898)
- Arbete (översättning Sigrid Abenius, Skoglund, 1906) (Arbeit)
- En uppslagen förlovning (översättning G...e, Holmqvist, 1913)
- När lyckan tynger (översättning Ebba Nordenadler, Nordiska förlaget, 1913)
- Hjärtesorg (översättning Hjalmar Rendahl, Nordiska förlaget, 1913) (Die herbe Gräfin)
- Skönhet och brott (översättning Sigrid Abenius, 1914) (Die Perücke der Prinzessin Narischkin)
- Det sjunkna guldskeppet (fritt översatt av Hugo Gyllander, Svensk läraretidning, 1917) (Barnbiblioteket Saga, 61)
- Det sjunkna guldskeppet (översättning Einar Ekstrand, B. Wahlström, 1924)